# Novo Selo (Brod)
Novo Selo (szerbül: Ново Село), falu Bosznia-Hercegovinában, Brod községben, a Szerb Köztársaság északi régiójában. 

## Fekvése
A település Bosznia-Hercegovina északi részén, Dobojtól légvonalban 39, közúton 55 km-re északra, községközpontjától légvonalban 8, közúton 11 km-re dél-délnyugatra, a Száva jobb oldali mellékvize, az Ukrina mentén , annak torkolata közelében, 91-93 méteres magasságban fekszik.

## Népessége
| Nemzetiségi csoport | Népesség 1991 | Népesség 2013 |
| ------------------- | ------------- | ------------- |
| Szerb               | 69            | 41            |
| Bosnyák             | 3             | 2             |
| Horvát              | 2771          | 998           |
| Jugoszláv           | 63            | 0             |
| Egyéb               | 47            | 3             |
| Összesen            | 2953          | 1044          |

## Története
A település 1878-ig tartozott az Oszmán Birodalomhoz. Ekkor a berlini kongresszus határozata alapján az Osztrák-Magyar Monarchia része lett. 1879-ben az első osztrák-magyar népszámlálás során a Brodi járáshoz tartozó településnek 130 háztartása, 272 ortodox és 453 római katolikus lakosa volt. 1910-ben a Brodi járáshoz tartozó településen 169 háztartást, 939 római katolikus, 149 ortodox lakost találtak. A Novo Selo-i római katolikus plébániát 1911-ben alapították. A monarchia szétesésével 1918-ban előbb a Szerb-Horvát-Szlovén Királyság, majd 1929-től a Jugoszláv Királyság része lett. 1921-ben a Brod járáshoz tartozó településnek már 1200 lakosa volt, közülük 1064 római katolikus, 128 ortodox, 7 görög katolikus és 1 muszlim volt. Az 1929-es törvény értelmében, amikor Bosznia-Hercegovinát négy banovinára, Drinskára, Vrbaskára, Zetskára és Primorskára osztották, a település a Vrbaska banovina (Orbászi Bánság) része lett, amelynek székhelye Banja Luka volt. 1939-ben a közigazgatás átszervezésével a Hrvatska banovina (Horvát Bánság) része lett.
A második világháborúban Jugoszlávia megszállása után a Független Horvát Állam (NDH) része lett. A második világháború után 1992-ig a település a szocialista Jugoszlávia keretében a Bosznia-Hercegovinai Népköztársaság része volt. 1992 második felében szerb szélsőségesek aláaknázták és lerombolták a plébániatemplomot és az összes horvát katolikust kiűzték. A A boszniai háborút lezáró daytoni békeszerződés rendelkezése alapján az ország területét felosztották a Bosznia-hercegovinai Föderáció és a boszniai Szerb Köztársaság között. A békeszerződés utáni területmegosztási megállapodás értelmében a település a Boszniai Szerb Köztársasághoz került. A Novo Selo-i plébániát 2000-ig a szomszédos Gornja Močila-i plébániáról látták el. A hívek az egyetlen teljesen le nem rombolt épületben gyűltek össze, amely kápolnaként szolgál az új plébániatemplom felépítéséig.

## Nevezetességei
Jézus Szíve tiszteletére szentelt római katolikus plébániatemploma 2004-ben épült az 1992-ben lerombolt régi templom helyén.  